# Verhoogd zeshoekig prisma
Een verhoogd zeshoekig prisma is in de meetkunde het johnsonlichaam J54. Deze ruimtelijke figuur kan worden geconstrueerd door een vierkante piramide J1 met zijn grondvlak op een van de vierkante zijvlakken van een hexagonaal prisma te plaatsen.
Een paradubbelverhoogd zeshoekig prisma J55, een metadubbelverhoogd zeshoekig prisma J56 en een drievoudig verhoogd zeshoekig prisma J57 worden ook geconstrueerd door vierkante piramides tegen de vierkante zijvlakken van een hexagonaal prisma te plaatsen, achtereenvolgens twee, twee en drie vierkante piramides, maar nooit tegen twee naast elkaar liggende vierkante zijvlakken van het prisma aan.
De 92 johnsonlichamen werden in 1966 door Norman Johnson benoemd en beschreven.
- (en)  MathWorld. Augmented Hexagonal Prism